# 密爾布魯克 (堪薩斯州)
密爾布魯克（英語：Millbrook）是位於美國堪薩斯州葛蘭姆縣的一個鬼鎮。

## 歷史
密爾布魯克的郵政局於1878年設立，直到1889年結束營運。